# Teenage Mutant Hero Turtles: Tournament Fighters
Teenage Mutant Hero Turtles: Tournament Fighters est un jeu vidéo de combat sorti en 1993 et fonctionne sur Mega Drive, Super Nintendo et Nintendo Entertainment System. Le jeu a été développé par Konami puis édité par Konami (America).

## Système de jeu
Le joueur peut choisir parmi les quatre Tortues Ninja, ainsi que de nombreux autres personnages. Les combats se déroulent de la même manière que dans Street Fighter II: The World Warrior.

## Modes de jeu
- Mode histoire : Dans ce mode le joueur dirige une des quatre tortues et doit sauver April et Maître Splinter.
- Mode tournoi : Ce mode permet de gagner de l'argent.